# Nicolas-Francisque Caroubel
Nicolas-Francisque Caroubel (* 20. August 1594 in Paris; † nach 1657 ebenda) war ein französischer Violinist.

## Leben
Nicolas-Francisque Caroubel war ein Sohn von Pierre-Francisque Caroubel. Seine Laufbahn begann er als freiberuflicher Musiker und wurde als Maistre Joueur d’Instruments bezeichnet. 1613 gründete er mit anderen Musikern ein Ensemble. 1624 erhielt er durch Vermittlung seiner Mutter, den früheren Posten seines Vaters als Violon Ordinaire de la Chambre du Roi. Im April 1625 wurde er Mitglied der Vingt-quatre Violons du Roy. 1642 war er noch in Diensten des Königs Ludwig XIII., als er und 12 andere Mitglieder der Vingt-quatre Violons ein Ensemble gründeten, das jeden Samstagnachmittag königliche Konzerte im Palais du Louvre oder im Hôtel du Petit-Bourbon gab. 1631 wurde er als einer der Gouverneure der Musikergilde St. Julien des ménétriers gewählt, in der freiberufliche Musiker und Tänzer organisiert waren. Diese Tätigkeit hatte keinen negativen Einfluss auf seine Tätigkeit bei Hofe, denn ab 1653 wurde er zum königlichen Kammerdiener befördert. Noch 1657 wird er in dieser Eigenschaft in den Büchern des Hofes geführt.